# سفارة السويد في الإكوادور
سفارة السويد في الإكوادور هي أرفع تمثيل دبلوماسي لدولة السويد لدى الإكوادور. تقع السفارة في كيتو وهي تهدف لتعزيز المصالح السويدية في الإكوادور.

## وصلات خارجية
- قائمة سفارات السويد
- قائمة السفارات في الإكوادور